# Philothis hexeris
Philothis hexeris är en skalbaggsart som beskrevs av Reichardt 1930. Philothis hexeris ingår i släktet Philothis och familjen stumpbaggar. Inga underarter finns listade i Catalogue of Life.